# 茨城町東インターチェンジ
茨城町東インターチェンジ（いばらきまちひがしインターチェンジ）は、茨城県東茨城郡茨城町大字長岡にある、北関東自動車道のインターチェンジ。茨城町の東部に位置し、水戸市への最寄りとなるインターチェンジの1つである。

## 歴史
- 2000年（平成12年）3月18日：友部JCT - 水戸南IC間開通に伴い、供用開始[1]。

## 周辺
- 涸沼
- 茨城県庁
- 茨城県運転免許試験場
- 茨城県警察学校
- 茨城県工業技術センター
- 茨城県消防学校
- イオンタウン水戸南

## 道路
- E50 北関東自動車道（16番）

## 接続する道路
- 直接接続
  - 国道6号

## 料金所
- ブース数：6

### 入口
- ブース数：3
  - ETC専用：1
  - ETC・一般：1
  - 一般：1

### 出口
- ブース数：3
  - ETC専用：1
  - ETC・一般：1
  - 一般：1

## 隣
E50 北関東自動車道
(15)茨城町西IC - (15-1)茨城町JCT - (16)茨城町東IC - (17)水戸南IC